# Локалита Цитон (Трапани)
Локалита Цитон је насеље у Италији у округу Трапани, региону Сицилија.
Према процени из 2011. у насељу је живело 21 становника. Насеље се налази на надморској висини од 101 м.